# Adolf Filip
Adolf Filip (8. ledna 1931 Pardubice – 25. června 2007 Praha) byl český divadelní a filmový herec. Jeho dcerou je kytaristka a zpěvačka Lenka Filipová.

## Osobní život
Jeho manželka pracovala jako učitelka hudební výchovy, při které používala kytaru. Měl s ní syna Tomáše Filipa, který pracuje jako ředitel české pobočky hudebního vydavatelství Universal Music a jeho dcera je zpěvačka a kytaristka Lenka Filipová.
V roce 1955 absolvoval DAMU. V roce 1985 jmenován zasloužilým umělcem a v roce 2002 obdržel Cenu Senior Prix.

## Divadelní role
Divadlo pod Palmovkou
- John Steinbeck: O myších a lidech (režie Petr Kracik, premiéra 1. říjen 1992, obnovená premiéra 17. září 2005)[1]

Divadlo Na Fidlovačce
- Šolom Alejchem: Šumař na střeše (režie Juraj Deák, premiéra 30. červenec 1998)[2]

## Filmové role
Adolf Filip hrál hlavně v televizních inscenacích a seriálech. Z filmů lze zmínit např. Zbraně pro Prahu (1974, výpravčí Karas) nebo ze stejného roku výpravný válečný film (součást trilogie) Sokolovo (Svobodův pobočník Hübner) či role funebráka v komedii Jak utopit dr. Mráčka aneb Konec vodníků v Čechách. Předák Srdínko je jeho role v další komedii Parta hic z roku 1976, v krimi filmu z roku 1979 Čas pracuje pro vraha podle románu Efektivně mrtvá žena od Václava Erbena hrál redaktora Forsta. Ve filmu Za trnkovým keřem s Tomášem Holým z roku 1980 ztvárnil vedoucího pily Přibyla, přezdívaného Pilous. Mezi nejznámější role patří Kendyho otec Karel Marek z prvního dílu „Básníků“: Jak svět přichází o básníky z roku 1982.